# 奧蘭 (緬因州)
奧蘭（英語：Orland）是一個位於美國緬因州漢考克縣的市鎮。

## 人口
根據2020年美國人口普查的數據，奧蘭的面積為136.93平方千米，當中陸地面積為121.83平方千米，而水域面積為15.10平方千米。當地共有人口2221人，而人口密度為每平方千米16人。